# 野本良平
野本 良平（のもと りょうへい、1965年11月23日 - ）は、日本の実業家。羽田市場、CSN地方創世ネットワーク創業者。

## 来歴
千葉県出身。実家は食材卸会社で、高校卒業後に自らも勤務した。
2006年に回転寿司チェーンの「銚子丸」に入社する。2008年にエー・ピーカンパニーに転職した後、2013年8月より株式会社柿安の常務執行役員を務める（2014年10月まで）。
2014年10月より、株式会社エムエクエア・ラボの取締役副社長および羽田市場株式会社の代表取締役社長を務めている。
2021年3月より個人のYoutubeチャンネルを開設した。
過去にテレビ番組『日経スペシャル カンブリア宮殿』に3度にわたって取り上げられた。